# گرهی شاهو
گرهی شاهو (به انگلیسی: Garhi Shahu) یک شهرک در پاکستان است که در پنجاب واقع شده‌است.